# Елизабет София фон Саксония-Алтенбург
Елизабет София фон Саксония-Алтенбург (на немски: Elisabeth Sophia von Sachsen-Altenburg; * 10 октомври 1619, Хале (Заале); † 20 декември 1680, Гота), от рода на Ернестингските Ветини, е принцеса от Саксония-Алтенбург (1672 – 1675) и чрез женитба херцогиня на Саксония-Гота (1640 – 1675).

## Живот
Тя е единственото дете на херцог Йохан Филип от Саксония-Алтенбург (1597 – 1639) и принцеса Елизабет фон Брауншвайг-Волфенбютел (1593 – 1650), дъщеря на княз Хайнрих Юлий от Брауншвайг-Волфенбютел от род Велфи.
На 24 октомври 1636 г. Елизабет София се омъжва в Алтенбург за Ернст I Благочестиви (1601 – 1675) от рода на Ернестинските Ветини от Ваймар, от 1640 г. херцог Саксония-Гота. Нейната зестра е 20 000 гулдена.
През 1672 г. Елизабет София става единствена наследница на дома Саксония-Алтенбург.
Тя умира пет години след съпруга си.

## Деца
Елизабет София и Ернст I имат 18 деца, от които оживяват седем сина и две дъщери:
- Йохан Ернст (*/† 1638)
- Елизабет Доротея (1640 – 1709), ∞ ландграф Лудвиг VI от Хесен-Дармщат (1630 – 1678)
- Йохан Ернст (1658 – 1729), херцог на Саксония-Заалфелд
- Кристиан (*/† 1642)
- София (1643 – 1657)
- Йохан (1645 – 1657)
- Фридрих I (1646 – 1691) херцог на Саксония-Гота-Алтенбург
- Албрехт (1648 – 1699) херцог на Саксония-Кобург
- Бернхард I (1649 – 1706) херцог на Саксония-Майнинген
- Хайнрих (1650 – 1710) херцог на Саксония-Рьомхилд
- Кристиан (1653 – 1707) херцог на Саксония-Айзенберг
- Доротея Мария (1654 – 1682)
- Ернст (1655 – 1715) херцог на Саксония-Хилдбургхаузен
- Йохан Филип (*/† 1657)
- Йохан Ернст (1658 – 1729), херцог на Саксония-Заалфелд
- Йохана Елизабет (*/† 1660)
- Йохан Филип (1661 – 1662)
- София Елизабет (*/† 1663)